# Zhen Tian Lei

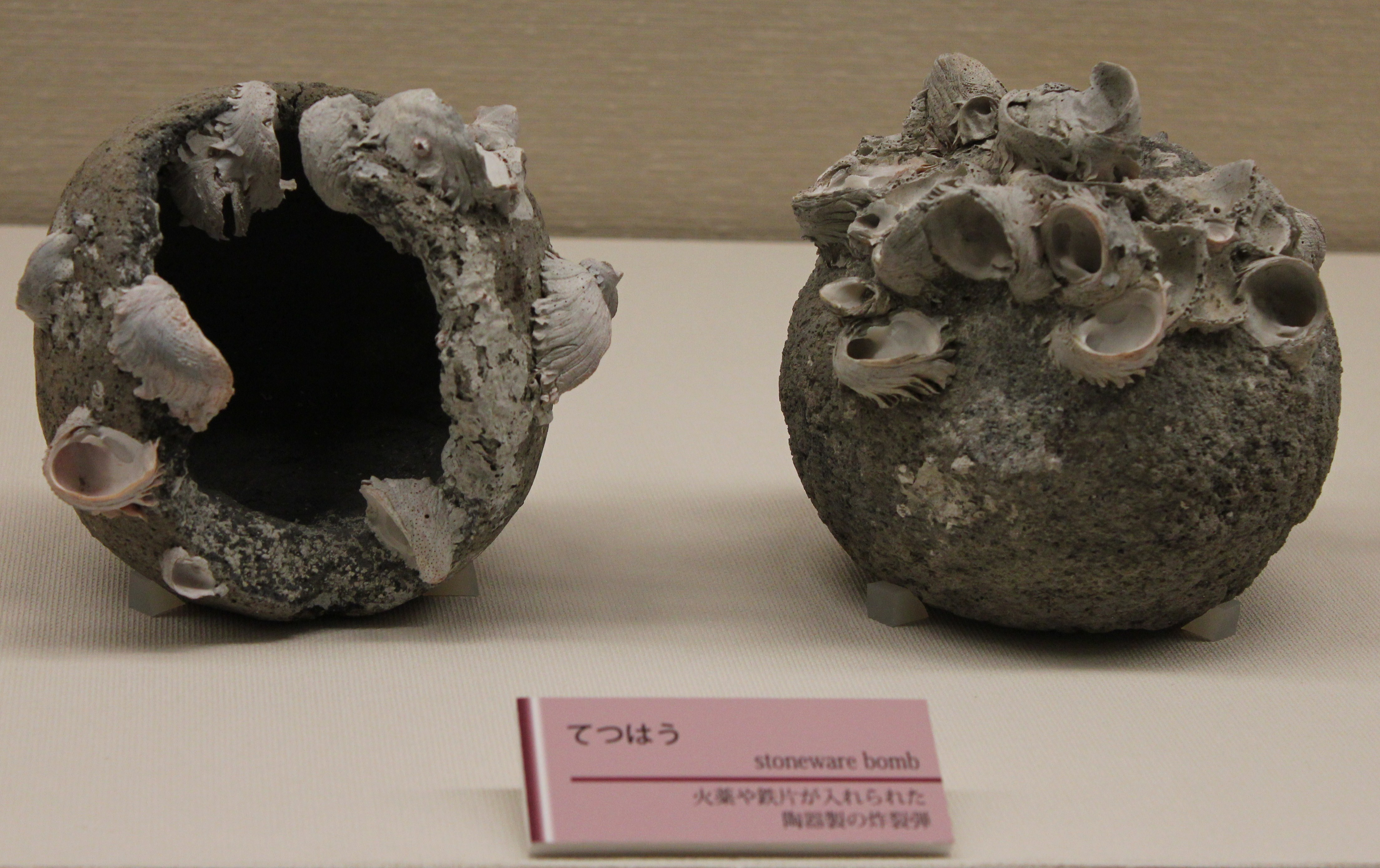

La Zhen Tian Lei (en chinois : 震天雷) est la première grenade à main développée au monde. Elle est d'origine chinoise et date du Xe siècle. Elle était faite d'une coque en fonte remplie de poudre à canon. La longueur de la mèche pouvait être adaptée en fonction de la distance de lancer.